# 鳥居一雄
鳥居 一雄（とりい かずお、1937年（昭和12年）7月15日 - 2020年（令和2年）11月30日）は、日本の政治家。中央選挙管理会委員。衆議院議員（8期）、公明党中央統制委員長を歴任した。

## 経歴
東京都大田区出身。千葉市立緑町中学校、県立千葉高等学校を経て、1959年（昭和34年）電気通信大学通信別科を卒業。公明新聞において、社会部長、編集局次長を務めた。
1969年（昭和44年）第32回衆議院議員総選挙で千葉県第1区 (中選挙区)から公明党公認で出馬して初当選。以後、衆議院議員に通算8期在任した。この間、公明党千葉県副本部長、同労働力次長、同逓信部会長、同高度情報通信特別副委員長、同党中央執行委員、同千葉県本部長など歴任。1984年（昭和59年）衆議院科学技術委員長、1993年（平成5年）同建設委員長に就任した。1994（平成6年）新進党の結党に参加。1996年（平成8年）政界から引退した。
2001年（平成13年）中央選挙管理会予備委員となり、2004年（平成16年）中央選挙管理会予備委員に再任。2010年（平成22年）中央選挙管理会委員となる。
2020年11月30日、膵臓がんのため、千葉市の病院で死去した。83歳没。

## 国政選挙歴
- 1969年（昭和44年） - 第32回衆議院議員総選挙（千葉県第1区 (中選挙区)）初当選[4]
- 1972年（昭和47年） - 第33回衆議院議員総選挙（千葉県第1区）次点落選[6]
- 1976年（昭和51年） - 第34回衆議院議員総選挙（千葉県第1区）当選（返り咲き）[6]
- 1979年（昭和54年） - 第35回衆議院議員総選挙（千葉県第1区）当選[6]
- 1980年（昭和55年） - 第36回衆議院議員総選挙（千葉県第1区）当選[7]
- 1983年（昭和58年） - 第37回衆議院議員総選挙（千葉県第1区）当選[7]
- 1986年（昭和61年） - 第38回衆議院議員総選挙（千葉県第1区）当選[7]
- 1990年（平成2年） - 第39回衆議院議員総選挙（千葉県第1区）当選[8]
- 1993年（平成5年） - 第40回衆議院議員総選挙（千葉県第1区）当選[8]

## 政策
- 選択的夫婦別姓制度導入に賛同。